# Hardenbergia violacea
Hardenbergia violacea là một loài thực vật dạng dây leo với bản địa ở Úc. Cây này thường trồng thành giậu hay vun thành bụi.
Cây ra hoa sặc sỡ nên được chuộng dùng làm cảnh.

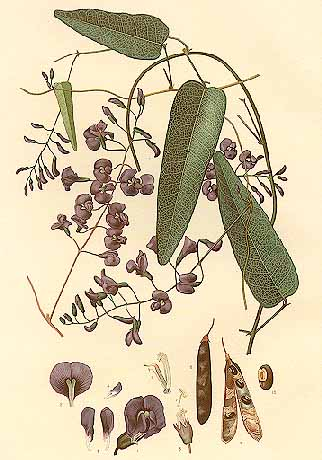

Hoa H. violacea sắc tím nhưng cũng có giống có hoa màu hoa hồng và trắng. Lá cây mày xanh thẫm, rõ đường gân, sờ cứng dẻo.
H. violacea nay có mặt phổ biến ở nhiều nơi, mọc ở nhiều môi trường.

## Hình ảnh

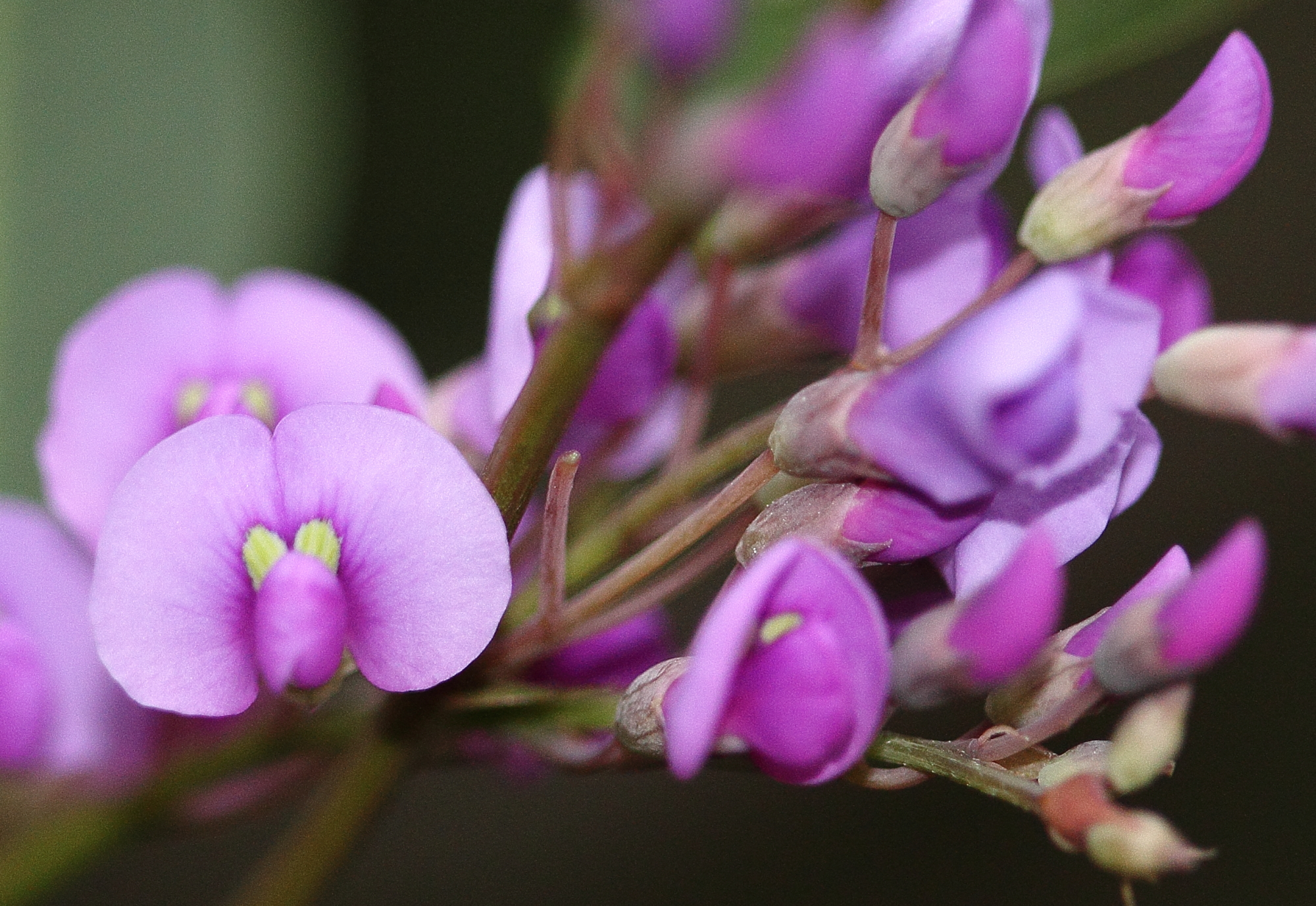
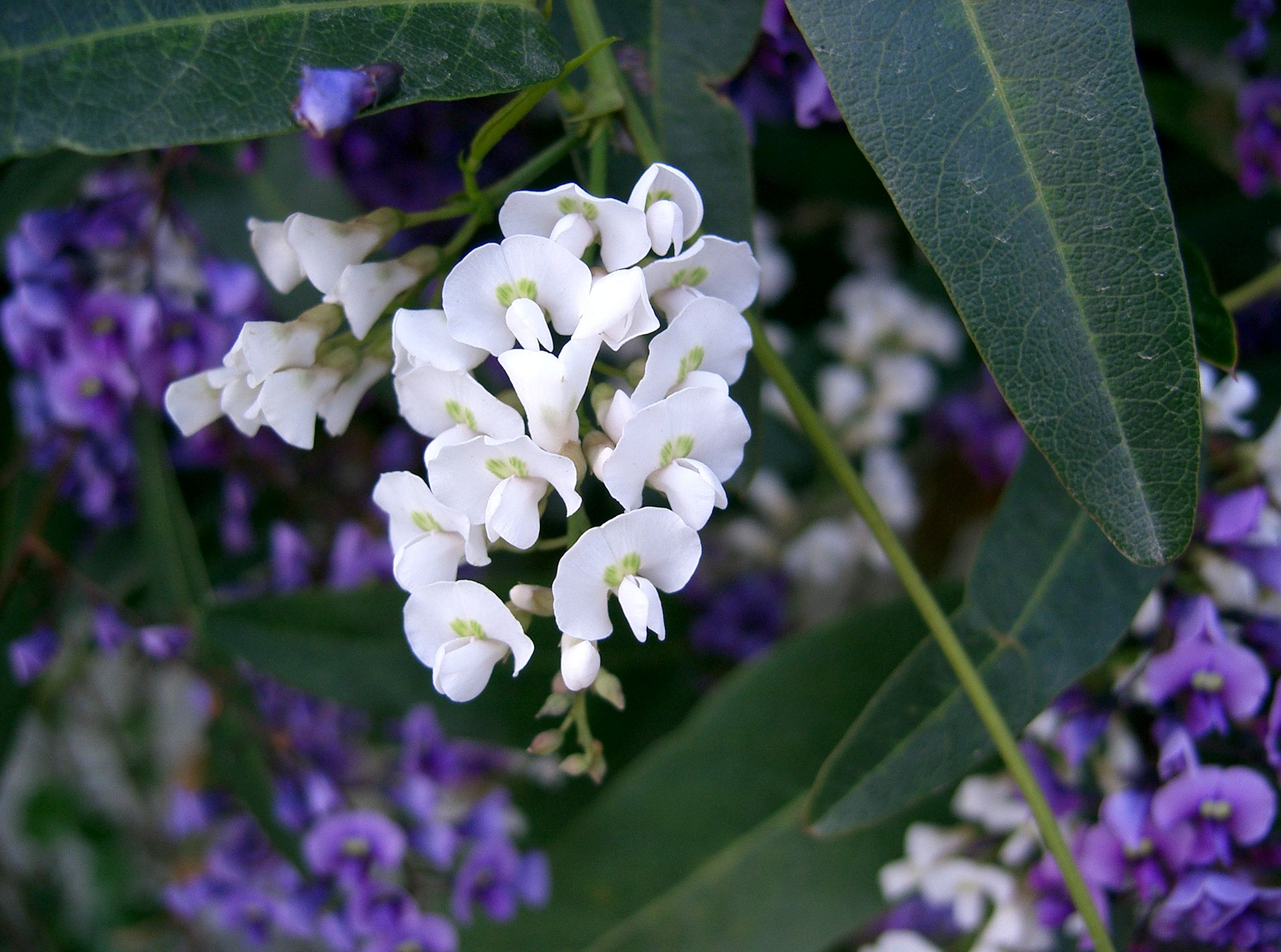
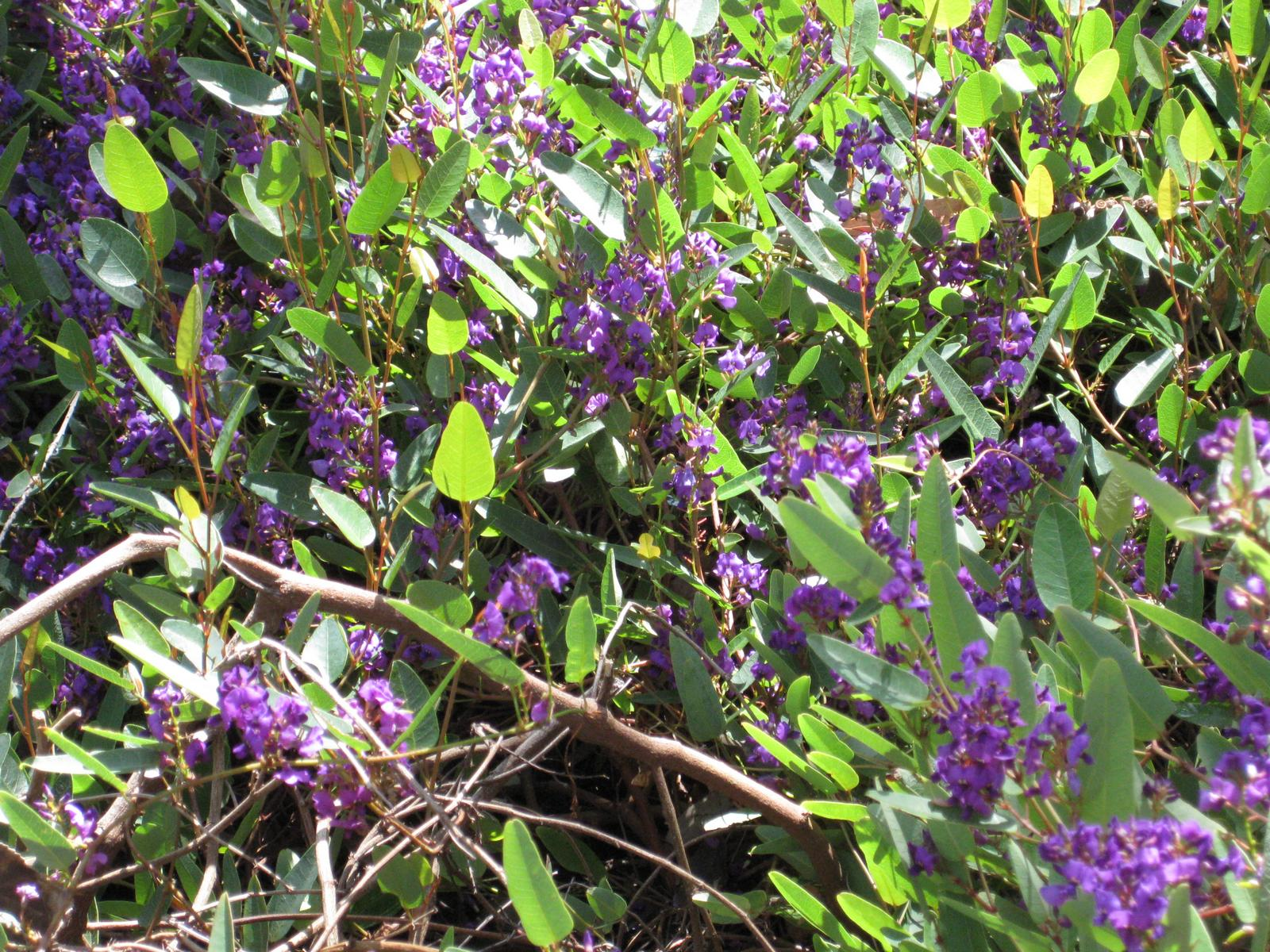
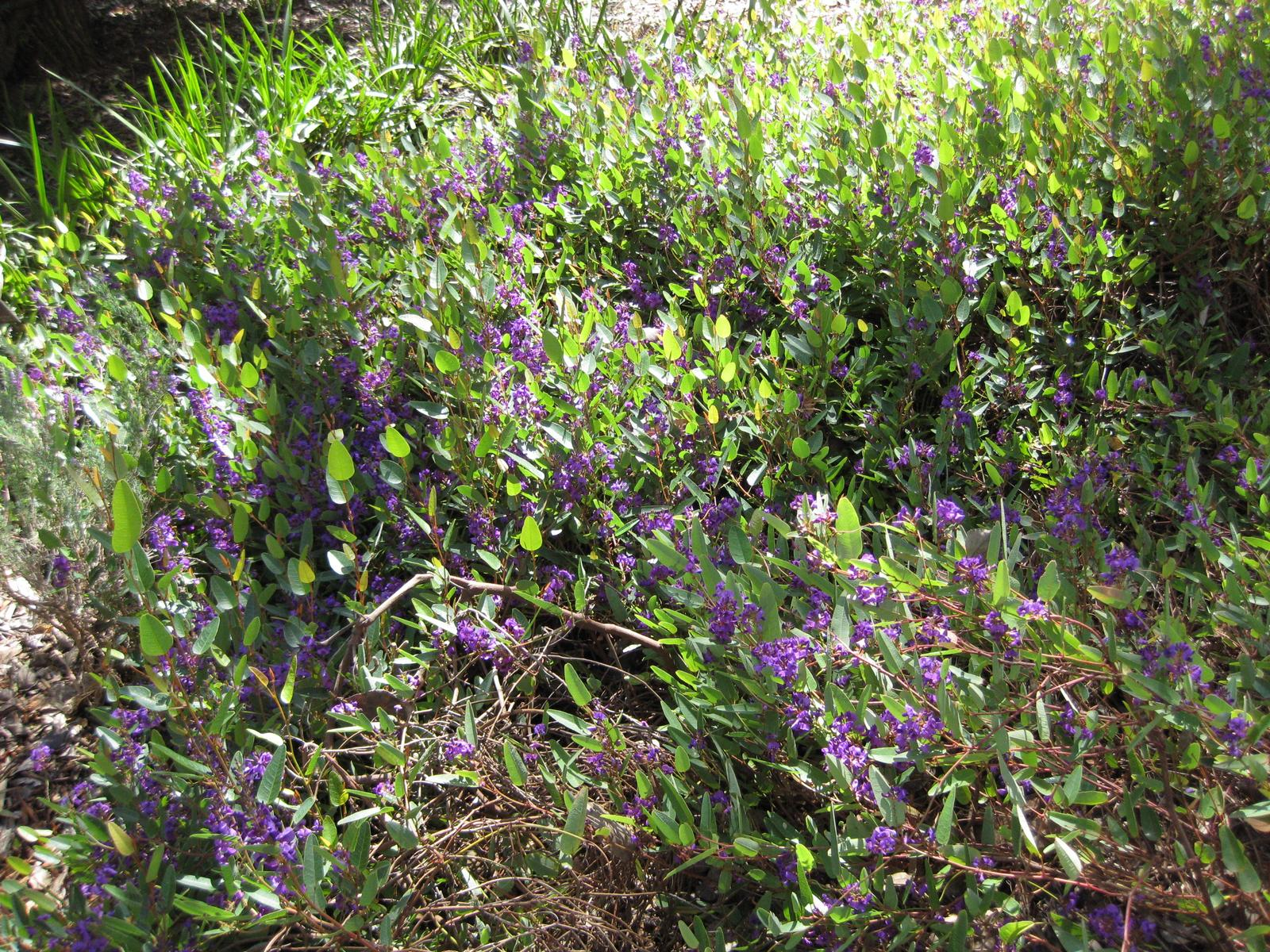